# Ларс-Єран Арвідсон
Ларс-Єран Арвідсон  (швед. Lars-Göran Arwidson; 4 квітня 1946) — шведський біатлоніст, олімпійський медаліст.

## Виступи на Олімпіадах
| Олімпіада     | Дисципліна                | Місце |
| ------------- | ------------------------- | ----- |
| Гренобль 1968 | індивідуальна гонка 20 км | 17    |
| Гренобль 1968 | естафета 4 х 7,5 км       | 3     |
| Саппоро 1972  | індивідуальна гонка 20 км | 3     |
| Саппоро 1972  | естафета 4 х 7,5 км       | 5     |
| Інсбрук 1976  | індивідуальна гонка 20 км | 10    |
| Інсбрук 1976  | естафета 4 х 7,5 км       | 8     |